# HD16460
HD16460 є хімічно пекулярною зорею спектрального класу
F1 й має видиму зоряну величину в смузі V приблизно 7,5.

## Пекулярний хімічний вміст
Зоряна атмосфера GSC3708-1323 має підвищений вміст Cr .